# Mendoza (tỉnh)
Tỉnh Mendoza là một tỉnh nằm miền trung tây Argentina thuộc vùng Cuyo. Tỉnh này giáp ranh với tỉnh San Juan về phía bắc, La Pampa và Neuquén về phía nam, với các vùng Ñuble, Maule, Libertador General Bernardo O'Higgins, Vùng đô thị Santiago, Valparaíso, Coquimbo của Chile về phía tây, ranh giới lãnh thổ được đánh dấu bởi dãy núi Andes. Tỉnh lị của tỉnh là thành phố Mendoza.
Với diện tích 148.827 km², đây là tỉnh lớn thứ bảy của Argentina chiếm 5.35% tổng diện tích lãnh thổ. Dân số ước tính năm 2008 là 1.7 người, đây là tỉnh lớn thứ 5 ở Argentina với dân số chiếm 4.35% dân số toàn quốc.

## Chú thích

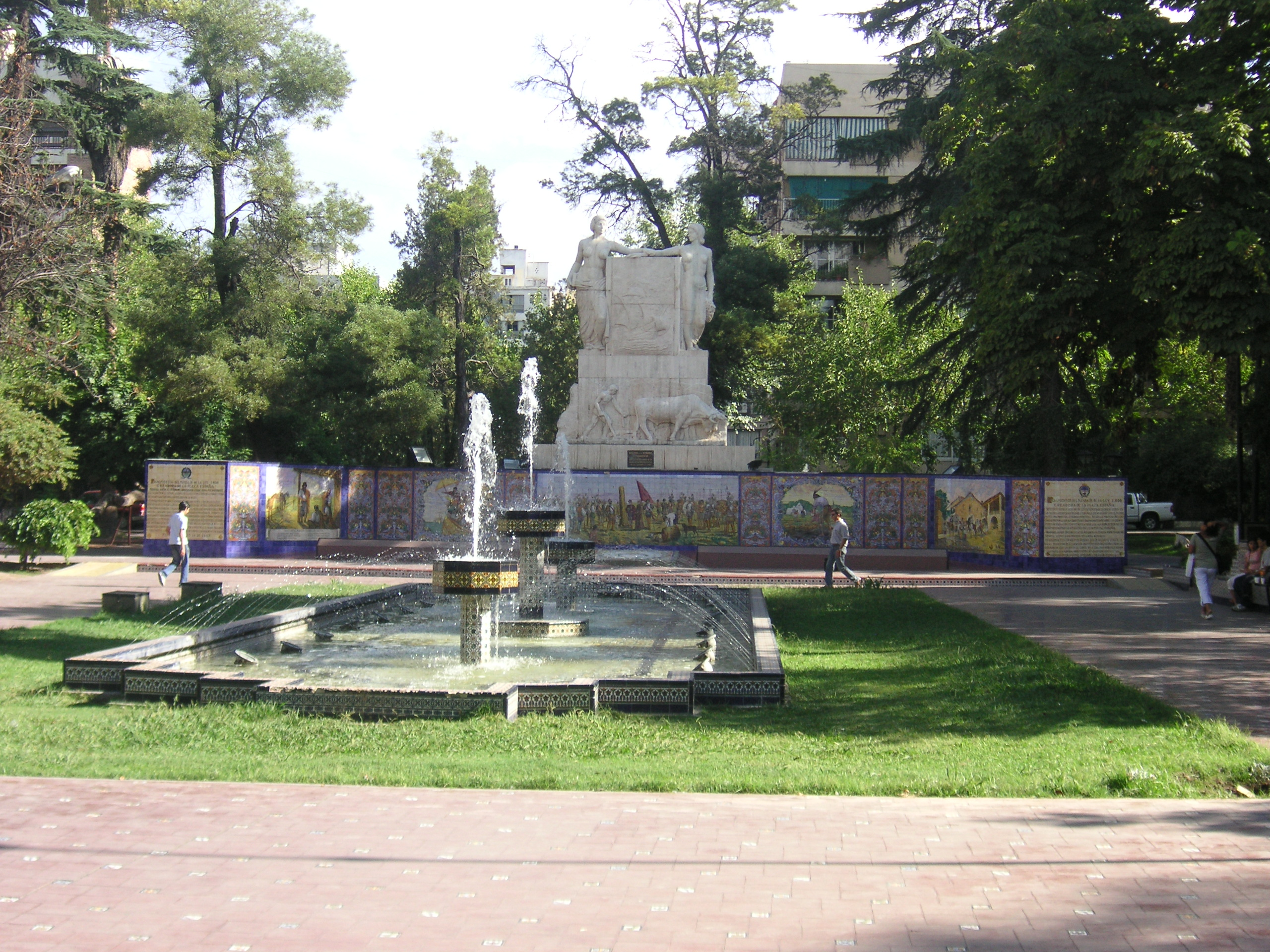
Spanish Plaza, Mendoza. The province attracted tens of thousands of Spaniards, around 1900.

## Liên kết
- Official site  (Spanish)
- Mendoza Ministry of Tourism and Culture (in Spanish)
- Mendoza guide of Tourism and Culture Lưu trữ ngày 25 tháng 4 năm 2018 tại Wayback Machine (in Spanish)
- Discover Mendoza - Tourism in Mendoza (in Spanish)
- Universidad Nacional de Cuyo Lưu trữ ngày 16 tháng 6 năm 2009 tại Wayback Machine (in Spanish)
- Map of Mendoza
- Wines of Mendoza Lưu trữ ngày 17 tháng 10 năm 2007 tại archive.today on Vinismo Lưu trữ ngày 27 tháng 2 năm 2011 tại Wayback Machine